# Giuseppe Del Papa
 (septembre 2024).
Giuseppe Del Papa, né le 1er mars 1648 à Empoli et mort le 13 mars 1735 à Florence, est un médecin, philosophe et logicien italien,.

## Œuvres

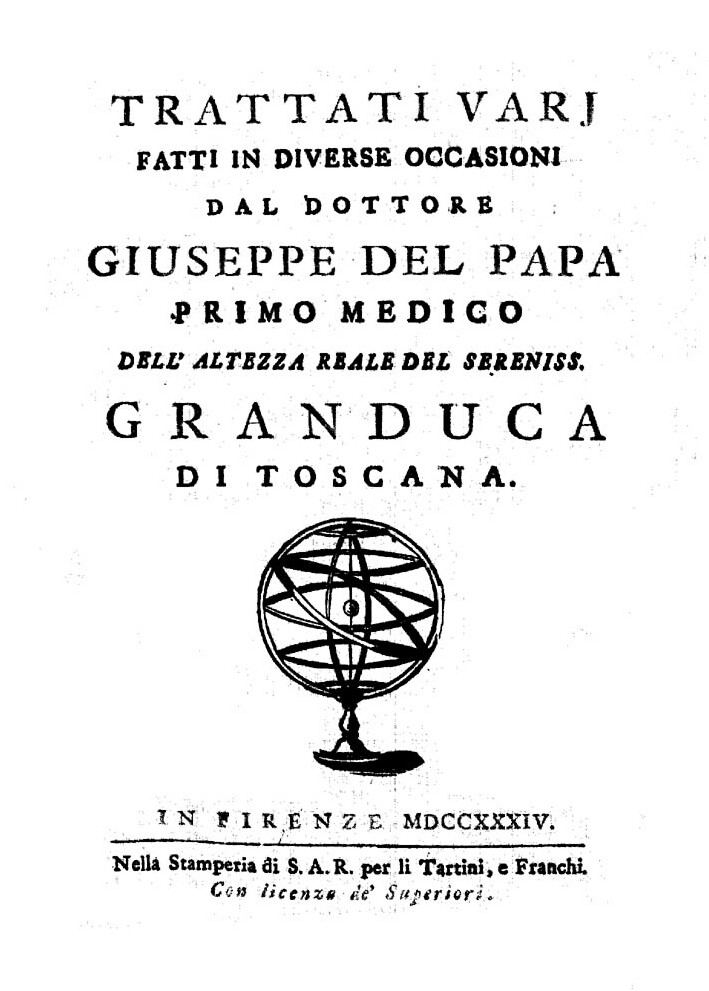
Couverture de Trattati varj fatti in diverse occasioni dal dottore Giuseppe Del Papa.

- (it) Lettera nella quale si discorre se il fuoco e la luce siano una cosa medesima, Florence, Giovanni Antonio Bonardi, 1675 (lire en ligne)
- (it) Della natura dell'umido e del secco, Florence, Vincenzo Vangelisti, 1681 (lire en ligne)
- (it) Trattati varj fatti in diverse occasioni, Florence, Giovanni Gaetano Tartini & Santi Franchi, 1734 (lire en ligne)